# Dziadek do orzechów (opowiadanie)

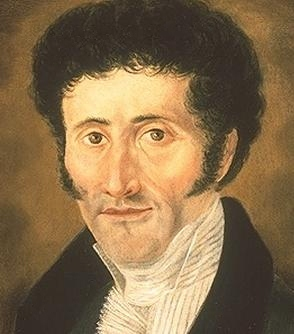
E.T.A. Hoffmann

Dziadek do orzechów (inny tytuł – Dziadek do orzechów i Król Myszy, niem. Nussknacker und Mäusekönig) – opowiadanie dla dzieci autorstwa E.T.A. Hoffmanna, wydane po raz pierwszy w Berlinie w 1816 roku. Książka, utrzymana w baśniowej, fantastycznej konwencji, opowiada o przygodach małej Klary w świecie, w którym zabawki ożywają, a księciem ich królestwa zostaje tytułowy Dziadek do Orzechów.
Dla czytelników francuskojęzycznych utwór ten zaadaptował i przetłumaczył Alexandre Dumas. Francuska adaptacja stała się inspiracją dla Piotra Czajkowskiego do skomponowania baletu Dziadek do orzechów.

## Postacie
- Klara[1] (oryg. Marie) – siedmioletnia dziewczynka – ładna, grzeczna i miła główna bohaterka opowieści
- Fred (oryg. Fritz) – brat Klary
- Radca (oryg. Medizinalrats Stahlbaum) – ojciec Klary i Freda
- Radczyni – żona Radcy, matka Klary i Freda
- sędzia Droselmajer (oryg. Droßelmeier) – ojciec chrzestny Klary i Freda, zegarmistrz i wynalazca
- Zabawki: Dziadek do Orzechów – jeden z gwiazdkowych prezentów; lalki Eliza i Gertruda; pajac Pantaleon; ołowiane żołnierzyki
- Postacie z opowieści ojca chrzestnego: król i królowa; księżniczka Pirlipata; królowa pałacowych myszy Mysibaba; Król Myszy; nadworny astrolog; nadworny zegarmistrz Krystian Eliasz Droselmajer; brat Krystiana Krzysztof Zachariasz Droselmajer, wytwórca lalek z Norymbergi[2]; młody Droselmajer, syn lalkarza.

## Fabuła
Jest Wigilia. Siedmioletnia Klara i jej braciszek Fred czekają na świąteczne prezenty. Jak zawsze najwspanialszy dostaną od sędziego Droselmajera, zegarmistrza i wynalazcy, ich chrzestnego ojca; w tym roku jest to wspaniały zamek z poruszającymi się figurkami. Jednak dzieci wolą inne zabawki od mechanicznych cudów skonstruowanych przez sędziego, którymi nie można się tak po prostu bawić: Klara dostaje nowe lalki i śliczną sukienkę, Fred pułk ołowianych huzarów oraz konia na biegunach. Pod choinką jest jeszcze jeden prezent – dziadek do orzechów, w postaci małego człowieczka o dużej głowie i cienkich, krótkich nóżkach; włożenie do jego ust orzecha i pociągnięcie za drewniany płaszczyk powoduje rozłupanie skorupki. Figurka, mimo że brzydka, bardzo przypada do serca Klarze, jej więc zostaje oddana pod opiekę, choć do łupania orzechów mogą dziadka używać także Fred i Ludwika – najstarsza z rodzeństwa, dorosła już panna. Opieka Klary wkrótce się przydaje: za sprawą Freda, który wybiera do rozłupania duże i twarde orzechy, Dziadek do Orzechów ulega wypadkowi – jego szczęka się obluzowuje.
Klara zabiera go do bawialni, do oszklonej szafy z zabawkami: na jej dolnej półce ma urządzony pokoik dla lalek. Na drugiej od dołu stacjonują żołnierze Freda, trzecią zajmują książki, na najwyższej, poza zasięgiem dzieci, spoczywają mechaniczne zabawki ojca chrzestnego. Matka pozwala Klarze zostać jeszcze chwilę i pobawić się; dziewczynka układa Dziadka do Orzechów w lalczynym łóżeczku. Nagle rozlega się hurgot wielkiego zegara ściennego; słychać wiersz o Królu Myszy. Klara spostrzega siedzącego na zegarze ojca chrzestnego i widzi tłum myszy wydostających się ze szpar podłogi i ustawiających w równe szeregi. Pojawia się i siedmiogłowy Król Myszy; na każdej z głów błyszczy korona. Przerażona Klara, cofając się, wybija łokciem szybę szafy. W szafie słychać szmery i głosy – zabawki ożyły i pod dowództwem Dziadka do Orzechów stają do walki z myszami. Początkowo siły są wyrównane, jednak po dezercji żołnierzy Freda, zaniepokojonych o stan swoich pięknych mundurów, szala zwycięstwa zaczyna się przechylać na stronę mysiego króla. Myszy już otaczają Dziadka do Orzechów, gdy zrozpaczona Klara rzuca w Króla Myszy pantoflem. Wszystko znika, a dziewczynka mdleje.

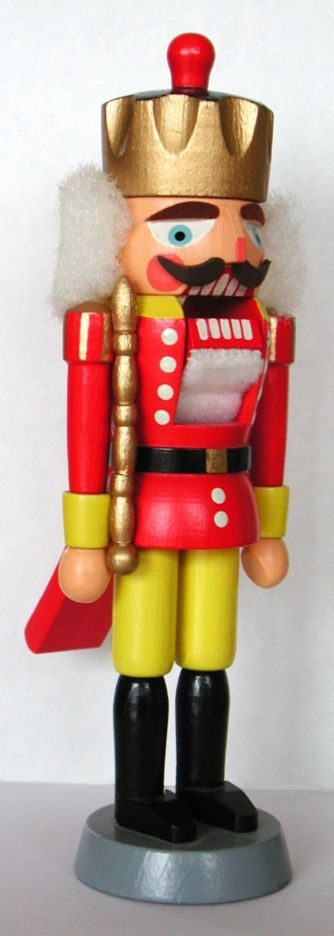
Dziadek do orzechów w formie figurki żołnierza

Klara budzi się w swoim pokoju; wokół krzątają się zatroskani dorośli, przekonani, że dziewczynka zemdlała z powodu zranionej szybą ręki – nikt nie wierzy w opowiadaną przez nią historię. Dziewczynka musi pozostać w łóżku przez kilka dni. Chorą odwiedza sędzia Droselmajer i nuci piosenkę o zegarach i Królu Myszy; uspokaja przestraszoną Klarę, oddając jej naprawionego Dziadka do Orzechów. Zabawce brakuje tylko pałasza, poprzednio znajdującego się u jej boku. Ojciec chrzestny rozpoczyna opowieść mającą wytłumaczyć brzydotę Dziadka do Orzechów – historię o Pirlipacie, Mysibabie i zręcznym zegarmistrzu.
Pirlipata była księżniczką, piękną od chwili urodzenia; zachwycał się nią cały dwór, zastanawiający niepokój wykazywała tylko jej matka, królowa. Kazała, by przez cały czas dziecko otaczały niańki, każda w towarzystwie kota. Okazało się, że przyczyną jest klątwa rzucona przez Mysibabę, królową pałacowych myszy, które król – zdenerwowany zjedzeniem słoniny do kiełbas – kazał złapać do pułapek (skonstruowanych przez nadwornego zegarmistrza, Krystiana Eliasza Droselmajera – noszącego takie same imiona i nazwisko jak sędzia) i pozabijać. Środki ostrożności nie pomogły, Mysibabie udało się dostać do księżniczki i zamienić ją w paskudną istotę o dużej, bezkształtnej głowie i wielkich ustach, podobną do drewnianego dziadka do orzechów. Nadworny astrolog po żmudnych badaniach układów gwiazd orzekł, że jedynym lekarstwem jest zjedzenie przez Pirlipatę orzecha Krakatuka, rozłupanego przez młodzieńca, który nigdy się nie golił i nie nosił butów; musiałby on dodatkowo, po wręczeniu orzecha księżniczce, wykonać siedem kroków w tył bez żadnego potknięcia. Król nakazał astrologowi i zegarmistrzowi, pod karą śmierci, wyruszyć na poszukiwania orzecha Krakatuka. Znalezienie odpowiedniego młodzieńca nie wydawało się trudne – zdaniem królowej, wystarczy dać kilka ogłoszeń do gazet.
Nadworny zegarmistrz i astrolog wyruszyli na długotrwałe poszukiwania, które przez piętnaście lat nie przyniosły rezultatu. W końcu postanowili się udać do rodzinnego miasta Droselmajera – Norymbergi. Mieszkał tam kuzyn zegarmistrza – tokarz lalek, złotnik i lakiernik, Krzysztof Zachariasz Droselmajer. Nadzwyczajnym zbiegiem okoliczności był on w posiadaniu orzecha Krakatuka, a w dodatku jego syn, delikatny i zgrabny młodzieniec, wydawał się odpowiedni do odegrania przepowiedzianej roli, co potwierdziły obserwacje gwiazd. Poza tym z wielką ochotą rozgryzał on orzechy dziewczętom odwiedzającym sklep ojca.
W królestwie gromadzili się młodzi ludzie, skuszeni obietnicą ręki księżniczki i następstwa tronu, jednak żadnemu nie udało się rozgryźć twardego orzecha. Tylko młody Droselmajer nie miał z tym najmniejszych kłopotów – Pirlipacie została przywrócona anielska uroda. Niestety, przy ostatnim kroku młodzieńca ze szpary w podłodze wyskoczyła Mysibaba – syn lalkarza potknął się i zmienił w równie jak do niedawna księżniczka paskudną istotę, z ogromną głową i wybałuszonymi oczami. Mysibaba przypłaciła swój czyn życiem, przydeptana pantoflem, ale w ostatnich słowach zapowiedziała zemstę, której miał dokonać jej syn, Mysi Król. Oczywiście o ślubie nie było mowy; Pirlipata nie chciała słyszeć o takim narzeczonym. Astrologowi udało się wyczytać w gwiazdach, że młody Droselmajer zostanie jednak księciem, a nawet królem, ale swą właściwą postać będzie mógł odzyskać dopiero wówczas, gdy zabije siedmiogłowego syna Mysibaby i gdy, mimo jego brzydoty, pokocha go jakaś dama.

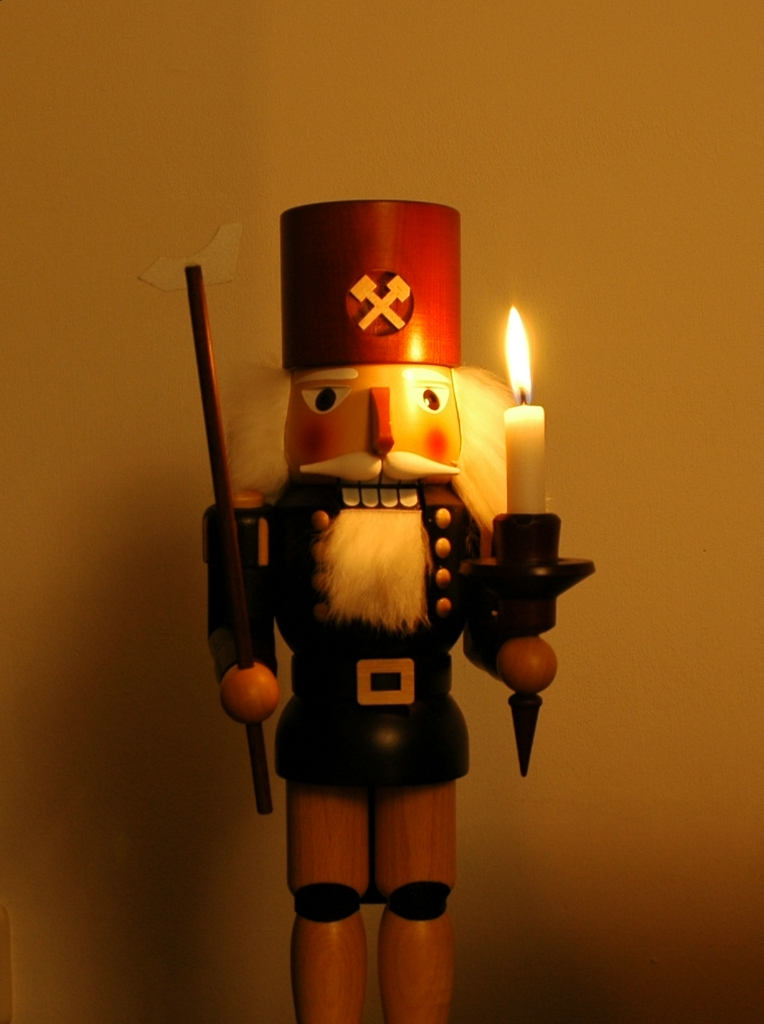
Drewniany dziadek do orzechów w czapce górnika

Klara rozmyśla nad opowieścią chrzestnego ojca i niewdzięcznością księżniczki; przychodzi jej do głowy, że jej Dziadek do Orzechów, dowodzący jak książę armią lalek, jest tym miłym skrzywdzonym młodzieńcem. Przy najbliższej okazji wypytuje chrzestnego ojca, dlaczego nie chce pomóc swemu siostrzeńcowi, sędzia jednak odmawia wyjaśnień.
Jest noc; śpiącą Klarę budzą jakieś świsty i piski. To Król Myszy, żądający oddania mu wszystkich cukierków, bo inaczej zagryzie Dziadka do Orzechów. Dziewczynka spełnia żądanie mysiego króla, jednak to nie koniec – następnej nocy pada rozkaz oddania figurek z cukru. Zniszczenia słodyczy budzą niepokój rodziców, przekonanych, że w szafie z zabawkami grasują myszy; ojciec chrzestny zastawia skonstruowaną przez siebie pułapkę. Ta jednak zawodzi; Król Myszy żąda książek i sukienek Klary. Rankiem zrozpaczona dziewczynka, czując, że to nie koniec szantażu, idzie do szafy z zabawkami i zwierza się ze swoich trosk Dziadkowi do Orzechów. Mimo że od chwili uświadomienia sobie, kim jest naprawdę jej zabawka, unikała dotykania figurki, tym razem, widząc plamę krwi na jej szyi, ściera ją chusteczką. Pod wypływem tego dotyku Dziadek ożywa na tyle, by wyszeptać kilka słów wdzięczności i prośbę o dostarczenie mu broni – z resztą poradzi sobie sam. Wieczorem Klara opowiada o wszystkim bratu. Fred oddaje Dziadkowi pałasz jednego ze swoich oficerów, wyraża też zdecydowaną dezaprobatę wobec niegodnego munduru zachowania, jakiego ołowiani żołnierze dopuścili się w bitwie.

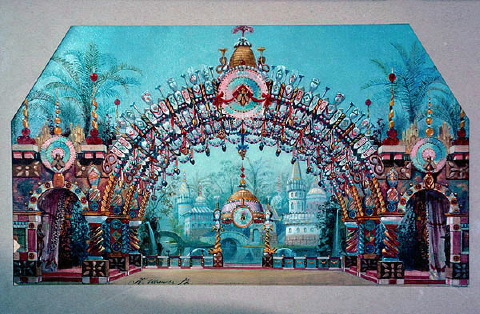
Scenografia do baletu Dziadek do orzechów, ok. 1892

Tej nocy Klara nie może zmrużyć oka, w dodatku z bawialni dochodzą niezwykłe hałasy. Wreszcie pojawia się Dziadek do Orzechów i z ogromną wdzięcznością, przyklękając, ofiarowuje jej siedem koron Króla Myszy – dowód zwycięstwa. Prosi też dziewczynkę, by zechciała pójść z nim, gdyż chce jej pokazać kraj, którym włada. Przez szafę ubraniową wyruszają do niezwykłej krainy, gdzie budynki są zbudowane z najlepszych słodyczy, w rzekach płynie lemoniada, miód i inne słodkie napoje, a mieszkańcami są prześliczne figurki i lalki. Klara jest wszystkim zachwycona, a Dziadek na każdym kroku wychwala jej dobroć, odwagę i urodę. Sławią ją też mieszkańcy cudownej krainy, wiwatując na jej cześć. W końcu dziewczynkę otula mgła i wszystkie dziwy znikają z jej oczu...
Klara budzi się w swoim łóżeczku; opowiada matce, co zaszło, ta jednak traktuje tę historię jako piękny sen. Nie pomaga nawet pokazanie koron Króla Myszy; rodzice bardzo poważnie dopytują się, skąd je wzięła. Z opresji wybawia ją ojciec chrzestny, tłumacząc, że to dawny podarunek od niego. Mimo nalegań dziewczynki nie chce jednak potwierdzić jej opowieści, ani też przyznać się do pokrewieństwa z Dziadkiem do Orzechów. W jej słowa przestaje wierzyć nawet Fred. Wobec surowego zakazu rodziców Klara nie śmie opowiadać o swoich przygodach – pozostaje jej tylko możliwość rozmyślania o nich. Pewnego razu, rozmarzona, spogląda na Dziadka do Orzechów i w obecności ojca chrzestnego mówi w głos, że na miejscu księżniczki Pirlipaty nie wzgardziłaby kimś, kto tyle dla niej poświęcił – nawet, gdyby przestał być przystojnym młodzieńcem. W pokoju powstaje takie zamieszanie i hałas, że dziewczynka mdleje. Ocknąwszy się, widzi ojca chrzestnego trzymającego za rękę pięknego, zgrabnego chłopca, a matka tłumaczy jej, że to przybyły z wizytą siostrzeniec sędziego Droselmajera. Gdy dzieci zostają same, młody Droselmajer klęka przed nią i prosi o jej rękę, wyjaśniając, że to on był Dziadkiem do Orzechów i dzięki niej został wyzwolony ze złego czaru. Klara przyjmuje oświadczyny, a po latach zostaje królową krainy pełnej „najpiękniejszych i najcudowniejszych rzeczy, które się widzi, jeśli się patrzeć umie”.

## Polskie wydania i tłumaczenia
Pierwsze polskie wydanie nosiło tytuł Historia dziadka do orzechów i powstało w 1906 roku na podstawie tłumaczenia francuskiego. Wydawca popełnił błąd i przypisał autorstwo baśni Aleksandrowi Dumasowi. Tłumaczka tego wydania, Wanda Młodnicka, umiejscowiła akcję w nieznanym bliżej mieście, w rodzinie  prezydenta Złotomirskiego, ojca Maryni i Stasia. Ojciec chrzestny rodzeństwa nazywa się Jan Kanty Świdrzycki, a dziadek do orzechów, którego dzieci dostają w prezencie – Pan Gryzorzeski. W historii opowiadanej przez ojca chrzestnego występują m.in.: Pani Myszosława – królowa myszy, księżniczka Pirlipata, najlepszy mechanik miejski Jan Kanty Świdrzycki, jego szwagier z Norymbergi – właściciel magazynu z zabawkami – Pięknosz i jego syn Amarant, zwany przez młode panienki Dziadkiem do Orzechów. Książeczka zilustrowana została 138 drzeworytami Bertalla, francuskiego ilustratora i karykaturzysty.
W 1927 roku ukazał się przekład Józefa Kramsztyka. Na nim oparte jest wielokrotnie wznawiane, najbardziej znane wydanie Naszej Księgarni – Dziadek do Orzechów, opracowane przez Krystynę Kuliczkowską i zilustrowane przez Jana Marcina Szancera (1950). Przez dziesięciolecia to właśnie adaptacja Kuliczkowskiej z ilustracjami Szancera była kanonicznym polskojęzycznym wydaniem bajki Hoffmanna. Dopiero w roku 2006 Świat Książki wydał nowe tłumaczenie baśni Hoffmanna. Jest to „Dziadek do Orzechów i Król Myszy” w przekładzie Izabelli Korsak z ilustracjami Jolanty Marcolli. W 2008 roku, w serii Baśnie z Kuferka, krakowski Instytut Baśni wydał opowieść „Dziadek do Orzechów i Mysi Król” w przekładzie Elżbiety Zarych z drzeworytami Bertalla. W roku 2010 pojawia się nowa adaptacja przekładu Józefa Kramsztyka autorstwa Błażeja Kusztelskiego (Wydawnictwo G & P) z ilustracjami Szancera. Adaptacja ta w wielu miejscach odchodzi od przekładu Kramsztyka. W roku 2011 pojawia się kolejny przekład: „Dziadek do Orzechów i Król Myszy” autorstwa Elizy Pieciul-Karmińskiej z ilustracjami Aleksandry Kucharskiej-Cybuch (wydawnictwo Media Rodzina, Poznań). Wydanie opatrzone jest licznymi przypisami oraz posłowiem tłumaczki.

## Ekranizacje
Utwór wielowielokrotnie przenoszono na ekran. W 1967 nakręcona została polska adaptacja aktorska w reżyserii Haliny Bielińskiej według scenariusza Marii Krüger oraz samej reżyserki, z udziałem m.in. Wieńczysława Glińskiego (w roli Hoffmanna) oraz Barbary Wrzesińskiej (w roli matki). W 1990 roku powstała kanadyjska wersja animowana w reżyserii Paula Schibli pt. The Nutcracker Prince, w której Księciu (Dziadkowi do Orzechów) głosu użyczył Kiefer Sutherland, Klarze – Megan Follows, a Pantaleonowi – Peter O’Toole. W 2004 nakręcono inną, także animowaną adaptację, w koprodukcji niemiecko-rosyjsko-amerykańskiej. Film ten w reżyserii Michaela G. Johnsona oraz Tatiany Iljiny nosił tytuł The Nutcracker and the Mousking. Oba filmy animowane miały w polskiej dystrybucji tytuł Dziadek do Orzechów.

### Filmy i seriale
- Dziadek do orzechów – polski film z 1967 roku, w reżyserii Haliny Bielińskiej
- Dziadek do orzechów – radziecki film animowany z 1973 roku
- Dziadek do orzechów – kanadyjski film animowany z 1990 roku
- Skarbczyk najpiękniejszych bajek (Dziadek do orzechów – odcinek 20) – japoński serial animowany z 1995 roku
- Barbie w Dziadku do orzechów – pierwszy film z serii filmów z Barbie w roli głównej (2001 rok).
- Dziadek do orzechów – film animowany z 2004 roku
- Dziadek do orzechów – film animowany z 2015 roku
- Dziadek do orzechów i cztery królestwa – amerykański film z 2018 roku, oparty na opowiadaniu